# Grace O'Malley
Grace O'Malley (en irlandés: Gráinne Ní Mháille; 1530 – 1603) fue reina de Umaill, líder del clan Ó Máille y mujer pirata en la Irlanda del siglo XVI. Es a veces conocida como «La reina del mar de Connaught» y comúnmente, en el folclore irlandés, por su apodo de Granuaile, siendo una figura histórica de la Irlanda del siglo XVI. Su primera biografía fue escrita a principios del siglo XX por la historiadora Anne Chambers. La canción irlandesa "Oró Sé do Bheatha 'Bhaile" está dedicada a ella.
Su nombre aparece en muchos documentos contemporáneos como Gráinne Ui Mháille, Gráinne Umhaill. Las versiones anglicadas de su nombre incluyen Grany O'Maly, Granie Imallye, Granny Nye Male, Grany O'Mayle,
Granie ny Maille, Granny ni Maille, Grany O'Mally, Grayn Ny Mayle, Grane ne Male, Grainy O'Maly, y Granee O'Maillie.

## Biografía

### Infancia
Ní Mháille nació en torno al año 1530, siendo rey de Inglaterra Enrique VIII. En aquella época, Irlanda era un territorio semi-abandonado por el gobierno inglés, lo que permitía  a los nobles gaélicos y sus familias vivir con cierta independencia. Sin embargo, las cosas cambiarían pronto ya que tanto Enrique como sus sucesores decidieron recuperar el control de la isla.
Su padre era Eoghan Dubhdara O'Malley, jefe del clan O'Malley. Los O'Mháille controlaban la mayor parte de lo que hoy es Murrisk. Tenía un medio hermano, que no era hijo de la madre de Gráinne, Margaret, llamado Dónal na Piopa.
Inusual entre los nobles irlandeses de la época, los O'Mháille eran una familia costera que cobraba impuestos a todos aquellos que pescaran en sus territorios, incluyendo pescadores ingleses.
Según la leyenda, siendo niña, Ní Malley deseaba ir en una expedición mercantil a España con su padre, que para disuadirla, le dijo que no podía ir porque su cabello largo se enredaría con las cuerdas del barco. Grace se cortó casi todo el cabello para convencer a su padre de que la llevara, por esto se ganó el nombre de "Gráinne Mhaol" (ˈgrɑːnʲə veːl) (en irlandés maol significa calvo o con cabello muy corto); el nombre se quedó.
De niña pasaba la mayoría del tiempo en la residencia de su familia en la Isla Clare y Belclare. Ní Malley probablemente disfrutó de una buena educación, ya que se dice que conversó en latín con la reina Isabel I en su reunión histórica en 1593. Por sus viajes, ella pudo haber hablado un poco de español, gaélico, inglés y francés.

### Matrimonio con O'Flaherty
Ní Mháille se casó en 1546 a los 16 años con Dónal an-Chogaidh (Donal de la Batalla) O'Flaherty, tuvo tres hijos durante su matrimonio:
- Owen: El mayor, conocido por ser extremadamente bueno e indulgente. Cuando contaba entre veinte y treinta años, fue engañado y asesinado por Richard Bingham, que se apoderó de su castillo.

- Margaret: A veces llamada "Maeve", Margaret era muy parecida a Grace. Se casó y tuvo muchos hijos. Grace y el esposo de Margaret estaban muy unidos y más de una vez el yerno de Grace la salvó de la muerte.

- Murrough: Muchas veces golpeó a su hermana, Margaret, y se negaba escuchar a su madre por ser mujer. Muchas fuentes reportan que Murrough no tenía sentido de lealtad, traicionó a su familia y se unió a las fuerzas de Richard Birgham después del asesinato de Owen. Cuando Ní Mháille se enteró de esto, juró no volver a hablarle a Murrough de nuevo por el resto de su vida, e incluso lo insultaba.

Tiempo después, Donal murió en batalla y Ní Mháille retomó el castillo que había sido de él (ahora el Castillo de Hen en Lough Corrib). Después regresó a Mayo y tomó residencia con la familia en el castillo o torre de la Isla Clare.
Después de la muerte de Donal, Gráinne dejó Iar Connacht y regresó al territorio O'Mháille, llevando con ella a muchos seguidores de O'Flaherty que le eran leales a ella.

### Matrimonio con Burke
Para 1566, Ní Mháille se había casado por segunda vez, esta vez con Richard-an-Iarainn Burke, llamado "Iron Richard", pues decía tener una cota de malla heredada por sus antepasados anglos. El apodo también pudo venir porque él controlaba las herrerías en Burrishoole, donde estaba su castillo y residencia.
Se cree que Ní Mháille se casó porque quería aumentar sus bienes y prestigio. Burke poseía el Castillo Rockfleet, también llamado Castillo Carraighowley, estratégicamente ubicado cerca de Newport, así como otras propiedades con puertos en donde un barco pirata se podía esconder.
De acuerdo a la tradición, se casaron bajo la ley Brehon de "seguro por un año", y se dice que cuando el año terminó Gráinne se divorció de Burke y se quedó con el castillo. La leyenda dice que cuando el año había pasado, Ní Mháille y sus seguidores se encerraron en el Castillo Rockfleet y Gráinne gritó por la ventana, "Richard Burke, estás despedido". Estas palabras hicieron que se deshiciera el matrimonio, pero como ella poseía el castillo, se lo quedó. Rockfleet permaneció por siglos en la familia O'Mháille y hoy está abierto al público.
Tuvieron un hijo, Tibbot Burke, apodado Tiobóid na Long (Tibbot de los Barcos), quien nació alrededor de 1567. Tibbot después recibió el título de Vizconde Mayo. Burke tenía al menos otros cuatro hijos, Edmund, Walter, John y Catherine.

### Otras relaciones
Ní Mháille fue acusada de promiscuidad y se dice que ella pudo haber tenido un hijo fuera del matrimonio. La biógrafa Anne Chambers señala que estas acusaciones no son ciertas, pues alegaciones como esas, eran frecuentemente hechas contra las mujeres que actuaban de manera contraria a las normas de esos tiempos.

### Carrera
Desde joven, Grace O'Malley estuvo involucrada en el comercio internacional y los barcos. Probablemente aprendió el negocio de su padre, Eoghan "Dubhdara" O'Mháille, que era un navegante que se dedicaba al comercio internacional. El castillo Bunowen, donde vivía con su primer esposo, Dónal an-Chogaidh O'Flaherty, estaba situado en el punto más al oeste de Connacht, y aparentemente era la base para sus actividades de intercambio. Cuando murió Dónal, a principios de 1560, ella se ganó la lealtad de muchos hombres que seguían a O'Flaherty.
Dónal an-Chogaidh O'Flaherty había tomado una fortaleza en Lough Corrib del clan Joyce. Debido a la personalidad de Donal, los Joyce comenzaron a llamar a la fortaleza "Cock's Castle". Cuandose enteraron de su muerte, decidieron retomar el castillo. Gráinne lo defendió con éxito, se dice que los Joyce se impresionaron tanto por sus habilidades que renombraron al castillo "Caislean an-Circa", "Hen's Castle", nombre con el que es conocido actualmente. Los ingleses después atacaron Hen's Castle pero, aunque la superaban en número, resistió con éxito. De acuerdo a la leyenda, subió al techo de la fortaleza, derritió plomo y lo vertió en las cabezas de sus atacantes. Mandó a un hombre con fuego a la cima de una colina cercana. Tiempo atrás ella había ordenado que esa señal significara que pedía ayuda. Cuando esta llegó, los ingleses fueron derrotados y no volvieron a atacar la fortaleza.
En los años cercanos a la muerte de su primer esposo, llegaron las primeras quejas de Galway de que los barcos de O'Flaherty y O'Malley se comportaban como piratas. Como en la ciudad de Galway había nuevos impuestos a las naves que comerciaran ahí, Grace decidió hacer un impuesto similar a las naves que viajaran por las aguas de sus tierras. Sus barcos podían parar y abordar a los barcos mercantes y exigirles dinero o una porción de sus mercancías a cambio de un paso seguro hasta Galway. La resistencia era combatida con violencia e incluso con la muerte. Una vez que obtenían su pago, los barcos O'Flaherty desaparecían en alguna de las muchas bahías en el área. Para principios de 1560, Grace O'Malley dejó el territorio O'Flaherty y regresó con su padre a Clare Island. Reclutó guerreros de Irlanda y Escocia. En un esfuerzo para ganar el favor de los ingleses, quienes intentaban reconquistar Irlanda en esa época, Ní Mháille fue a ver al Lord Diputado de Irlanda y le ofreció 200 guerreros para servir a los intereses ingleses en Irlanda y Escocia.
Ní Mháille atacó otros barcos, por lo menos hasta Waterford. Ella no tenía límite cuando atacaba, asaltaba fortalezas en la costa, incluyendo el Castillo Curadh en Renvyle y el Castillo O'Loughlin en Burren. También atacó a los clanes O'Boyle y McSweenye en sus propias tierras.
En 1577 conoció a Sir Henry Sidney, Lord Diputado de Irlanda, quien ya sabía de ella desde que había conocido a su hijo, Sir Philip Sidney, en 1576. Aunque el hijo era muy joven, O'Malley evidentemente le causó una buena impresión, ya que la mencionó de una manera favorable. Grace tenía fortuna en mar y tierra. Ella heredó la flota de barcos de su padre y sus tierras, así como las tierras que poseía su madre. Poseía más de cien caballos, lo que significaba que era rica.

### Hazañas legendarias
Muchas historias populares y leyendas sobre Grace O'Malley han sobrevivido hasta hoy. También existen canciones tradicionales y poemas sobre ella.
Una famosa historia cuenta un incidente en Howth, aparentemente en 1576. Durante un viaje a Dublín, Grace intentaba visitar el castillo de Howth, hogar del Barón Howth. Sin embargo, se le informó que la familia estaba cenando y que las puertas estarían cerradas para ella. Como reacción, secuestró al hijo del conde, el 10º barón, quien fue liberado bajo la promesa de que tendría las puertas abiertas para visitantes inesperados, así como tener un lugar extra en la mesa. Lord Howth le dio a Grace un anillo como compromiso del acuerdo. El anillo ahora lo posee un descendiente de Gráinne, y el castillo de Howth aún mantiene la promesa por la familia Gaisford St. Lawrance, descendientes del barón.
La razón por la que Grace tomó el castillo Doona, en Ballycroy, fue porque los McMahon, que poseían el castillo, habían matado a su amante, Hugo de Lacy, hijo de un mercader de Wexford que ella había salvado. Cuando los miembros culpables del clan McMahon llegaron a la isla de Caher, Grace capturó sus botes. Ella y sus hombres capturaron a los McMahon y mataron a los responsables de la muerte de su amante. No satisfecha con su venganza, zarpó a Ballycroy y atacó a los guardias del castillo Doona, sobrepasando a sus defensores y tomando el castillo para ella.
Su ataque a los McMahon no fue el primero. La leyenda dice que un capitán robó bienes de Grace O'Malley y huyó a una iglesia pidiendo asilo. Ella le esperó fuera, aguardando a que muriera de hambre o se rindiera. El ladrón cavó un túnel y escapó, pero el ermitaño que cuidaba la iglesia rompió su voto de silencio y la regañó por intentar lastimar a alguien escondido en el santuario.

### Acciones rebeldes
Ní Mháille se comprometió en acciones rebeldes contra la Corona inglesa. Su castillo en Clare Island fue atacado en una expedición en Galway intentando deshacerse de ella. Después, Ní Mháille fue capturada, pero fue liberada un tiempo más tarde.

### Isabel I
A finales del siglo XVI, cuando sus hijos Tibbot Burke y Murrough O'Flaherty, y su medio hermano, Donal-na-Pioba, fueron capturados por el gobernador inglés de Connaught, sir Richard Bingham, Grace O'Malley zarpó a Inglaterra para pedirle a Isabel I su libertad. Las dos mujeres llegaron a un acuerdo debido a que Grace prometió que las rebeliones y piratería contra Inglaterra habían terminado. Su discusión se llevó a cabo en latín, pues Grace sabía muy poco inglés y la reina no hablaba gaélico.
Isabel I mandó a Grace una lista de preguntas, que Grace contestó y devolvió a la reina. Más tarde regresó a Inglaterra para pedir la liberación de sus hijos y de su medio hermano. Se encontró con Isabel en el Palacio de Greenwich usando un vestido fino, las dos rodeadas por guardias y miembros de la corte real. Grace se negó a reverenciar a Isabel porque no la reconocía como reina de Irlanda y quería demostrárselo. También se rumorea que Grace llevaba consigo una daga, los guardias la encontraron al revisarla. Estos dijeron estar muy preocupados al respecto, pero O`Malley dijo que la llevaba por su seguridad e Isabel aceptó esto, y aunque la daga le fue retirada, no parecía estar preocupada. 
Ní Mháille e Isabel, después de una larga conversación, se pusieron de acuerdo con sus demandas. Por ejemplo, Isabel eliminaría a Richard Birgham de su posición en Irlanda y O'Malley dejaría de apoyar la rebelión de los lores irlandeses. Grace regresó a Irlanda y parecía que la reunión había servido de algo, pues Richard Bingham fue retirado de su puesto. Muchas de las otras demandas de la irlandesa fueron ignoradas. Después de poco tiempo, Isabel mandó a Bingham de regreso a Irlanda, Grace se dio cuenta de que la entrevista con Isabel había sido inútil y volvió a apoyar la rebelión irlandesa.

### Vida adulta
A pesar de la entrevista, Ní Mháille regresó a su vida antigua, dirigiendo sus ataques a los "enemigos de Inglaterra" durante la Guerra de los Nueve Años irlandesa. Se dice que murió en el castillo Rockfleet en 1603, el mismo año que Isabel, aunque aún no ha quedado claro su lugar y año de muerte.
Más de 20 años después de su muerte, un lord inglés de Irlanda recordó su habilidad como líder de guerreros, dándole la fama que aún existe entre los irlandeses.

## Impacto cultural
La vida de Gráinne ha inspirado a músicos, novelistas y escritores de teatro a crear obras basadas en sus aventuras. El último proyecto artístico fue la obra musical "The Pirate Queen" de Alain Boublil, Claude-Michel Shönberg, Richard Maltby, Jr. y John Dempsey con Stephanie J. Block como Grania (Gráinne). The Pirate Queen está basada en la novela de 1986 de Morgan Llywelyn sobre la vida de O'Malley, "Grania: She-King of the Irish Seas". El libro de Morgan Llewelyn, a su vez, está basado en la biografía de Anne Chambers.
- Datos: Q262705
- Multimedia: Grace O'Malley / Q262705